# Batman: In Darkest Knight
«Batman: In Darkest Knight» — одиничний комікс, виданий Elseworlds (імпринт DC Comics) у 1994 році за історією Майка В. Барра та ілюстрований Джеррі Бінгемом. В коміксі розповідається про те як Бетмен замість Гела Джордана стає Зеленим Ліхтарем.
Комікс присвячено Біллу Фінгеру, який був «присутній при народженні обох», як зазначено у післямові. 